# NK Nova Ves
Nogometni klub Nova Ves hrvatski je nogometni klub iz Nove Vesi Petrijanečke.
Trenutačno se natječe u 1. ŽNL Varaždinskoj.

## Vanjske poveznice
- Profil, HNS Semafor